# Juan Jesús Posadas Ocampo

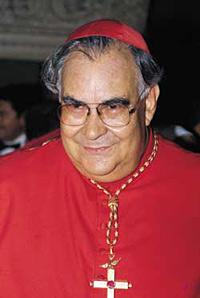
Kardinal Posadas Ocampo

Juan Jesús Kardinal Posadas Ocampo (* 10. November 1926 in Salvatierra, Mexiko; † 24. Mai 1993 in Guadalajara) war Erzbischof von Guadalajara.

## Leben
Juan Jesús Posadas Ocampo erhielt seine theologische Ausbildung im Priesterseminar von Morelia. Er empfing am 23. September 1950 die Priesterweihe und arbeitete zunächst als Gemeindeseelsorger, ehe er als Dozent, Studienpräfekt und Stellvertretender Seminarleiter in der Ausbildung des Priesternachwuchses eingesetzt wurde.
Am 21. März 1970 ernannte ihn Papst Paul VI. zum Bischof von Tijuana. Die Bischofsweihe spendete ihm der Erzbischof von Morelia, Manuel Martín del Campo Padilla, am 15. Juni desselben Jahres. Mitkonsekratoren waren sein Vorgänger Alfredo Galindo Mendoza MSpS und Weihbischof Román Acevedo Rojas aus Morelia.
Papst Johannes Paul II. beauftragte ihn am 28. Dezember 1982 mit der Leitung der Diözese Cuernavaca und ernannte ihn am 15. Mai 1987 zum Erzbischof von Guadalajara.
Am 28. Juni 1991 wurde Juan Jesús Posadas Ocampo als Kardinalpriester mit der Titelkirche Nostra Signora di Guadalupe e San Filippo Martire in das Kardinalskollegium aufgenommen. Er wurde am 24. Mai 1993 am Flughafen von Guadalajara ermordet und in der dortigen Kathedrale beigesetzt.
Der Attentäter Jorge Humberto Rodriguez Banuelos wurde im Jahr 2005 zu einer Haftstrafe von vierzig Jahren verurteilt. Beim Mordanschlag auf den Erzbischof waren sechs weitere Personen getötet worden. Als Auftraggeber steht das Tijuana-Kartell im Verdacht. Der Kardinal hatte sich mehrfach gegen organisierte Kriminalität und die Drogenhändler in seiner Diözese ausgesprochen. Mit der Schießerei am Flughafen von Guadalajara, wo der Erzbischof den Apostolischen Nuntius abholen wollte, statuierte eine Bande demonstrativ ihre vermeintliche Macht in Staat und Gesellschaft dieser Region und schaltete eine unbequeme moralische Instanz aus.